# Козача вулиця (Севастополь)
Козача вулиця (крим. Kazak soqaq) — вулиця в Гагарінському районі Севастополя, в Козачій бухті.

## Опис
Завдовжки 1 км. Тут розташовано 4 зупинки громадського транспорту.
Названа на честь Козачої бухти, що у свою честь отримала назву у 70-х роках XVIII ст. під час війни з Туреччиною, коли для нагляду за діями турецького флоту по всьому узбережжю були розставлені табори Чорноморських козаків. Один з таборів розміщувався на узбережжі бухти, яку згодом стали називати Козачою.